# جورج وايت (سياسي أمريكي)
جورج وايت (بالإنجليزية: George White)‏ هو سياسي أمريكي، ولد في 21 أغسطس 1872 في إلميرا في الولايات المتحدة، وتوفي في 15 ديسمبر 1953 في ويست بالم بيتش في الولايات المتحدة. نشط حزبياً في الحزب الديمقراطي.

## مناصب
- انتخب Chairman of the Democratic National Committee ‏ (1920 – 1921).
- انتخب حاكم ولاية أوهايو  [لغات أخرى]‏ (12 يناير 1931 – 14 يناير 1935).
- انتخب عضو مجلس نواب أوهايو.
- انتخب عضو مجلس النواب الأمريكي عن دائرة Ohio's 15th congressional district [الإنجليزية]‏ (4 مارس 1911 – 3 مارس 1915).

## وصلات خارجية
- جورج وايت على موقع إن إن دي بي (الإنجليزية)